# Pampinta
La Pampinta est une race ovine d'Argentine créée à la fin du 20e siècle. Race mixte, elle est principalement élevée pour son lait.

## Origine

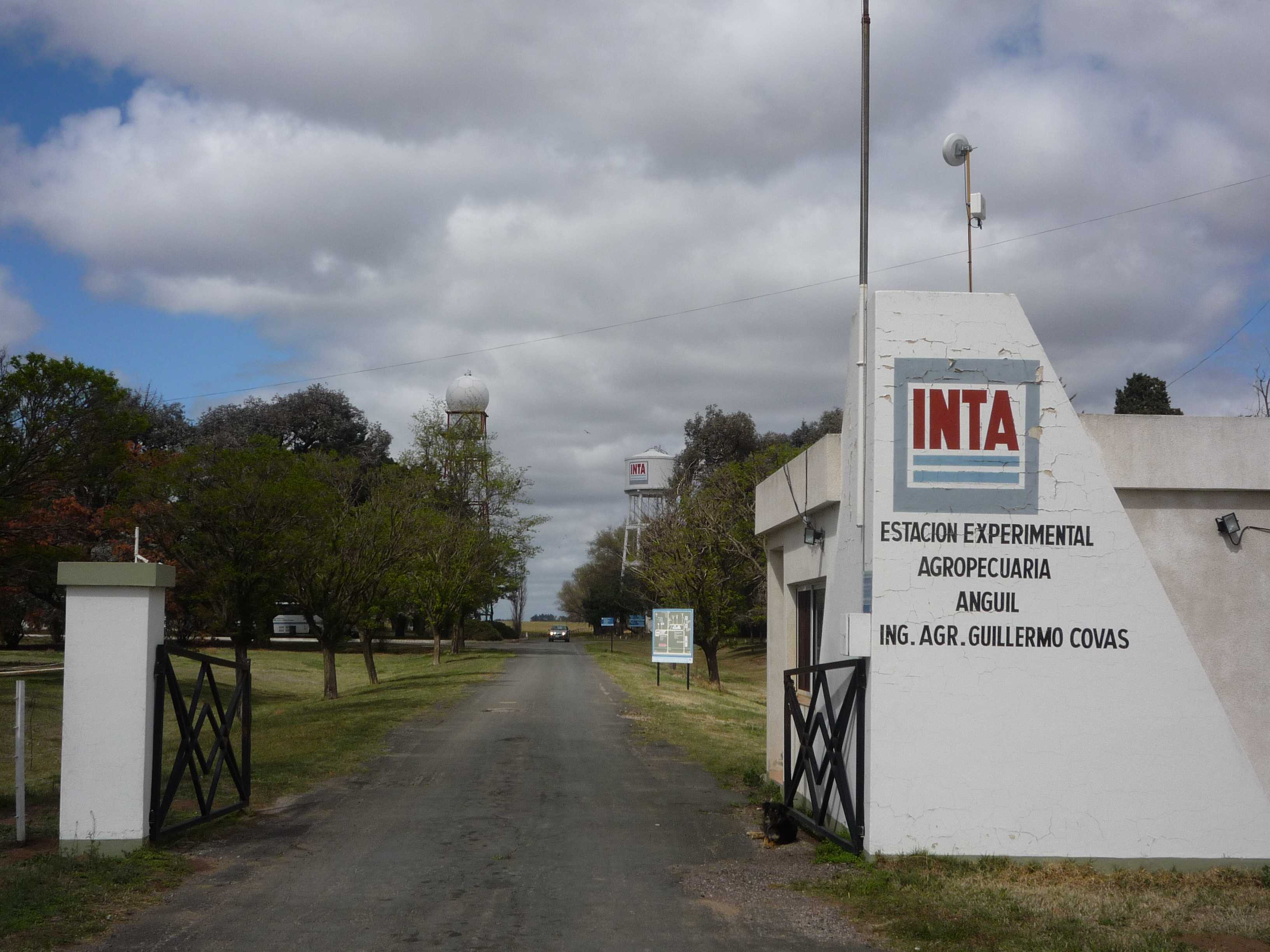
Entrée de la Station de recherche d'Anguil en 2009.

La Pampinta est une race jeune. Créée dans les années 1970 et 1980 à la Station de Recherche d'Anguil (INTA), elle est issue de croisement entre un Corriedale (en) (25 %, race australienne) et un Mouton de Frise orientale (75 %, race allemande),. Le but était d'obtenir une race prolifique et bonne laitière comme le Frise orientale tout en ayant la rusticité du Corriedale pour obtenir un mouton bien adapté à la pampa humide. Elle est officiellement reconnue comme race en 1996.

## Description
C'est un mouton de grande taille, blanc couvert de laine. La race ne porte pas de cornes et pèse en moyenne 75 kg pour les brebis et 95 kg pour les béliers ; bien que certains mâles dépassent les 100 kg.

## Élevage et production
La race est principalement élevée pour son lait mais elle peut également être utilisée pour la production de laine et de viande.
En 2008, le Pampinta et les moutons hybrides issus de la race représentent 42,8 % de la population ovine laitière d'Argentine. C'est une race prolifique et la brebis met bas entre un et trois agneaux. Excellente mère, elle donne souvent naissance à des jumeaux (71 %) et à des triplés dans 11 % des agnelages. À la naissance, le jeune pèse en moyenne 4,75 kg ; à 100 jours, il pèse 35 kg. La traite du lait commence vers 40 à 45 jours après la mise bas et stoppe 160 à 175 jours plus tard. Sur les 220 jours de lactation, une brebis peut fournir entre 250 et 400 litres. Le lait des brebis est presque exclusivement utilisé pour la production de fromages.
La race fournie également une viande de qualité, maigre et tendre, ainsi qu'une laine de qualité moyenne. Chaque individu peut fournir 4,5 kg de laine et cela peut monter à 6,5 kg pour un bélier. La fibre mesure 15 cm de long pour un diamètre de 33 microns.
En 2003, la population de la race est de 20 000 animaux de race pure ; en 2018, sa population est estimée à plus de 600 000 têtes (animaux purs et hybrides).

#### Ouvrages
- [Porter 2016] (en) Valerie Porter, Lawrence Alderson, Stephen J.G. Hall et D. Phillip Sponenberg, Mason's World Encyclopedia of Livestock Breeds and Breeding, CABI, avril 2016, 1200 p. (ISBN 978-1-8459-3466-8, BNF 45071728, lire en ligne), p. 880

#### Articles
- (es) Carina Boggero, « Evaluación del suministro de levaduras Sacharomyces Cerevisae sobre la producción y composición de leche de ovejas de raza Pampinta », Thèse,‎ mars 2019 (DOI 10.13140/RG.2.2.26588.23688, lire en ligne)
- [Stazionati 2017] (es) Micaela Fiorela Stazionati (Thèse), « Caracterización genética cuantitativa y molecular de la producción de leche y mastitis en ovinos Pampinta », Facultad de Ciencias Veterinarias, Universidad Nacional de La Plata,‎ 2017 (DOI 10.35537/10915/64418, lire en ligne)
- (es) Emiliano García et Emmanuel Juarez, « Evaluación del temperamento en ovejas de la raza 'Pampinta' y su influencia en la producción de carne », Facultad de Agronomía, Universidad Nacional de la Pampa,‎ 2016 (lire en ligne [PDF])
- [Aller 2012] (en) Juan F. Aller, Domingo Aguilar, Tomas Anibal Vera, G. P. Almeida et Ricardo Alberio, « Seasonal variation in sexual behavior, plasma testosterone and semen characteristics of Argentine Pampinta and Corriedale rams », Spanish Journal of Agricultural Research,‎ juin 2012, p. 345-352 (DOI 10.5424/sjar/2012101-389-11, lire en ligne)
- (en) V. H. Suarez, M. R. Busetti, A. O. Miranda, L. F. Calvinho, D. O. Bedotti et V. R. Canavesio, « Effect of Infectious Status and Parity on Somatic Cell Count and California Mastitis Test in Pampinta Dairy Ewes », Journal of Veterinary Medicine,‎ juin 2002 (DOI 10.1046/j.1439-0450.2002.00552.x, lire en ligne)
- [Suarez 2000] (en) Victor Humberto Suarez, M. R Busetti, C. A Garriz, M. M Gallinger et Francisco Babinec, « Pre-weaning growth, carcass traits and sensory evaluation of Corriedale, Corriedale × Pampinta and Pampinta lambs », Small Ruminant Research, vol. 36, no 1,‎ avril 2000, p. 85-89 (DOI 10.1016/S0921-4488(99)00111-X, lire en ligne)